# Adèle Exarchopoulos
Adèle Exarchopoulos (phát âm tiếng Pháp: [adɛl ɛɡzaʁkɔpulɔs]; sinh ngày 22 Tháng 11 Năm 1993 tại Paris, Pháp là một nữ diễn viên người Pháp. Cô được biết đến rộng rãi qua vai diễn Adèle trong bộ phim La vie d'Adèle (2013). Qua vai diễn cô nhận được rất nhiều sự tán dương và phê bình; tại Liên hoan phim Cannes 2013 Cô trở thành người trẻ nhất trong lịch sử liên hoan phim dành giải Palme d'Or. Cho mà hóa thân xuất sắc của mình trong La vie d'Adèle. Vai diễn cũng giúp cô dành giải được nhiều giải thưởng khác như Giải thưởng của hiệp hội phê bình điện ảnh Los Angeles cho vai nữ xuất sắc nhất, Giải César cho nữ diễn viên triển vọng nhất, và Trophée Chopard Award cho màn hóa thân nữ của năm, cùng nhiều giải thưởng và đề cử khác.

## Tiểu sử
Exarchopoulos lớn lên tại Quận 19, Paris, gần Place des Fêtes. Bố của cô Didier Exarchopoulos là một giáo viên Guitar, ông có bố là một người gốc Hy Lạp. Mẹ của Adèle, Marina Niquet, là một nữ y tá.